# بانتون، رومبلون
بانتون، رومبلون (به لاتین: Banton, Romblon) یک منطقهٔ مسکونی در فیلیپین است که در رومبلون واقع شده‌است.